# Floriano
Floriano, właśc. Floriano Peixoto Correa (ur. 1 grudnia 1899 w Botucatu, zm. 19 września 1938 w Oranie) – brazylijski piłkarz, występujący podczas kariery na pozycji ofensywnego pomocnika.

## Kariera klubowa
Karierę piłkarską Floriano rozpoczął w klubie Porto Alegre w 1922 roku. W 1923 roku występował w Grêmio Porto Alegre. W latach 1924–1927 występował we Fluminense FC. Podczas tego okresu Floriano zdobył mistrzostwo Stanu Rio de Janeiro – Campeonato Carioca w 1924 roku. W latach 1928–1929 występował w Américe Rio de Janeiro. Z Ameriką zdobył mistrzostwo Stanu Rio de Janeiro – Campeonato Carioca w 1928 roku. Rok 1930 spędził w São Cristóvão Rio de Janeiro a 1931 w Barretos São Paulo. Ostatnim klubem w jego karierze było Santos FC, gdzie zakończył karierę w 1932 roku.

## Kariera reprezentacyjna
Floriano zadebiutował w reprezentacji 11 listopada 1925 w towarzyskim meczu z Corinthians Paulista. Kilka tygodni później wziął udział w turnieju Copa América 1925. Brazylia zajęła drugie miejsce, a Floriano zagrał we wszystkich czterech spotkaniach z Paragwajem i Argentyną. Ostatni raz w barwach canarinhos Floriano zagrał 24 czerwca 1928 w towarzyskim meczu ze szkockim klubem Motherwell F.C. Ogółem w reprezentacji wystąpił w czterech meczach międzypaństwowych oraz trzech meczach z drużynami klubowymi.